# 川口市立南鳩ヶ谷小学校
川口市立南鳩ヶ谷小学校（かわぐちしりつ みなみはとがやしょうがっこう）は、埼玉県川口市南鳩ヶ谷にある公立小学校。

## 沿革
- 1973年
  - 4月1日 - 鳩ヶ谷市立辻小学校、鳩ヶ谷市立中居小学校より鳩ヶ谷市立南小学校として分離開校
  - 9月10日 - 開校記念日制定
- 1974年9月6日 - 校旗制定
- 1975年2月21日 - 校歌制定（作詞：小林純一、作曲：中田喜直）
- 1983年1月26日 - 授業の様子がテレビ埼玉で放映される
- 2011年10月11日 - 川口市と鳩ヶ谷市の合併に伴い、校名を川口市立南鳩ヶ谷小学校に改称[1]

## 教育目標
「21世紀を心豊かにたくましく生きる児童の育成」
- 豊かな知性
- 豊かな感性
- たくましい心身[2]

## 通学区域
- 南鳩ヶ谷5丁目 - 全域
- 南鳩ヶ谷6丁目 - 全域
- 南鳩ヶ谷8丁目 - 全域
- 鳩ヶ谷緑町 - 全域
- 前田 - 全域[3]